# ATP Challenger Series 1986
L'ATP Challenger Series è il secondo livello di tornei per professionisti organizzata dall'ATP. Il circuito prevede tornei con un montepremi che può variare da 25.000 a 150.000 dollari.

## Calendario

### Gennaio
| Settimana  | Torneo                                                               | Vincitore                             | Finalista                      | Semifinalisti                  | Eliminati ai quarti                                             |
| ---------- | -------------------------------------------------------------------- | ------------------------------------- | ------------------------------ | ------------------------------ | --------------------------------------------------------------- |
| 20 gennaio | Guarujá Challenger 1986 Guarujá, Brasile Terra rossa €42 500+H       | Cássio Motta 6–1, 1–6, 6–1            | Carlos Kirmayr                 | Nelson Aerts Francisco Maciel  | Juan Avendaño Luiz Mattar Ronnie Båthman Eduardo Masso          |
| 20 gennaio | Guarujá Challenger 1986 Guarujá, Brasile Terra rossa €42 500+H       | Carlos Kirmayr Cássio Motta 6–3, 6–2  | Alejandro Ganzábal Raúl Viver  | Nelson Aerts Francisco Maciel  | Juan Avendaño Luiz Mattar Ronnie Båthman Eduardo Masso          |
| 27 gennaio | Viña del Mar Challenger 1986 Viña del Mar, Cile Terra rossa $100 000 | Hans Gildemeister 6–1, 6–0            | Lawson Duncan                  | Gerardo Vacarezza Pablo Arraya | Gustavo Guerrero Juan Avendaño Alejandro Ganzábal Alex Stepanek |
| 27 gennaio | Viña del Mar Challenger 1986 Viña del Mar, Cile Terra rossa $100 000 | Gustavo Luza Gustavo Tiberti 6–1, 6–2 | Craig Campbell Carlos Di Laura | Gerardo Vacarezza Pablo Arraya | Gustavo Guerrero Juan Avendaño Alejandro Ganzábal Alex Stepanek |

### Febbraio
| Settimana   | Torneo                                                           | Vincitore                                | Finalista                          | Semifinalisti                       | Eliminati ai quarti                                                 |
| ----------- | ---------------------------------------------------------------- | ---------------------------------------- | ---------------------------------- | ----------------------------------- | ------------------------------------------------------------------- |
| 3 febbraio  | Nairobi Challenger 1986 Nairobi, Kenya Terra rossa €42 500+H     | Peter Elter 6–2, 7–6                     | Marcel Freeman                     | Peter Moraing Nick Fulwood          | David Imonitie Sadiq Abdullahi Paul Torre Christian Geyer           |
| 3 febbraio  | Nairobi Challenger 1986 Nairobi, Kenya Terra rossa €42 500+H     | David Felgate Nick Fulwood 6–2, 7–6      | Marcel Freeman Jacques Manset      | Peter Moraing Nick Fulwood          | David Imonitie Sadiq Abdullahi Paul Torre Christian Geyer           |
| 10 febbraio | Benin City Challenger 1986 Benin City, Nigeria Cemento €42 500+H | Olli Rahnasto 7–6, 6–7, 6–3              | Nduka Odizor                       | Stanislav Birner Hans-Peter Kandler | Thierry Champion Harald Theissen Charles Strode David Dowlen        |
| 10 febbraio | Benin City Challenger 1986 Benin City, Nigeria Cemento €42 500+H | Rick Rudeen Todd Witsken 7–6, 6–3        | Jose Clavet Juan Antonio Rodríguez | Stanislav Birner Hans-Peter Kandler | Thierry Champion Harald Theissen Charles Strode David Dowlen        |
| 17 febbraio | Enugu Challenger 1986 Enugu, Nigeria Cemento €42 500+H           | Marcel Freeman 3–6, 7–5, 6–0             | Tony Mmoh                          | Nduka Odizor Leo Palin              | Stephan Medem David Imonitie Thierry Champion Alessandro De Minicis |
| 17 febbraio | Enugu Challenger 1986 Enugu, Nigeria Cemento €42 500+H           | Stanislav Birner Charles Strode 6–4, 7–6 | Brett Buffington Ted Erck          | Nduka Odizor Leo Palin              | Stephan Medem David Imonitie Thierry Champion Alessandro De Minicis |
| 24 febbraio | Cairo Open 1986 Il Cairo, Egitto Terra rossa $25 000             |                                          |                                    |                                     |                                                                     |
| 24 febbraio | Cairo Open 1986 Il Cairo, Egitto Terra rossa $25 000             |                                          |                                    |                                     |                                                                     |
| 24 febbraio | Lagos Open 1986 Lagos, Nigeria Cemento €42 500+H                 | Nduka Odizor 6–2, 6–3                    | Marcel Freeman                     | Jean-Philippe Fleurian Todd Witsken | Alex Antonitsch Alessandro De Minicis Jose Clavet Stanislav Birner  |
| 24 febbraio | Lagos Open 1986 Lagos, Nigeria Cemento €42 500+H                 | Olli Rahnasto Leo Palin 4–6, 7–6, 6–4    | Lloyd Bourne Brett Dickinson       | Jean-Philippe Fleurian Todd Witsken | Alex Antonitsch Alessandro De Minicis Jose Clavet Stanislav Birner  |

### Marzo
| Settimana | Torneo                                                                       | Vincitore                                 | Finalista                           | Semifinalisti                 | Eliminati ai quarti                                              |
| --------- | ---------------------------------------------------------------------------- | ----------------------------------------- | ----------------------------------- | ----------------------------- | ---------------------------------------------------------------- |
| 3 marzo   | Ogun Challenger 1986 Ogun, Nigeria Cemento €42 500+H                         | Stanislav Birner 7–6, 6–4                 | Anthony Lane                        | Todd Witsken Rick Rudeen      | Val Wilder Jean-Philippe Fleurian Menno Oosting Harald Theissen  |
| 3 marzo   | Ogun Challenger 1986 Ogun, Nigeria Cemento €42 500+H                         | Tony Mmoh Jarek Srnensky 6–7, 6–0, 7–5    | Jean-Philippe Fleurian Todd Witsken | Todd Witsken Rick Rudeen      | Val Wilder Jean-Philippe Fleurian Menno Oosting Harald Theissen  |
| 3 marzo   | Vienna Challenger 1986 Vienna, Austria Sintetico indoor €42 500+H            | Gary Donnelly 6–2, 7–6                    | Karel Nováček                       | Broderick Dyke Horst Skoff    | Jörgen Windahl Ahmed El-Mehelmy Jaroslav Navrátil Jaromir Becka  |
| 3 marzo   | Vienna Challenger 1986 Vienna, Austria Sintetico indoor €42 500+H            | Karel Nováček Richard Vogel 6–4, 6–4      | Jan-Willem Lodder Denys Maasdorp    | Broderick Dyke Horst Skoff    | Jörgen Windahl Ahmed El-Mehelmy Jaroslav Navrátil Jaromir Becka  |
| 10 marzo  | Rio de Janeiro Challenger 1986 Rio de Janeiro, Brasile Terra rossa €42 500+H | Luiz Mattar 6–7, 6–4, 6–3                 | Alejandro Ganzábal                  | Guillermo Rivas Cássio Motta  | Craig Campbell Fernando Roese Marcelo Hennemann José Daher       |
| 10 marzo  | Rio de Janeiro Challenger 1986 Rio de Janeiro, Brasile Terra rossa €42 500+H | Carlos Kirmayr Cássio Motta 7–5, 6–4      | Givaldo Barbosa Edvaldo Oliveira    | Guillermo Rivas Cássio Motta  | Craig Campbell Fernando Roese Marcelo Hennemann José Daher       |
| 17 marzo  | Brasilia Challenger 1986 Brasilia, Brasile Terra rossa €42 500+H             | Pedro Rebolledo 6–2, 6–2                  | Ronnie Båthman                      | Jim Pugh Edvaldo Oliveira     | Claudio Pistolesi Carlos Di Laura Gustavo Guerrero Gustavo Luza  |
| 17 marzo  | Brasilia Challenger 1986 Brasilia, Brasile Terra rossa €42 500+H             | Ronnie Båthman Stefan Svensson 6–4, 6–1   | Gustavo Luza Gustavo Tiberti        | Jim Pugh Edvaldo Oliveira     | Claudio Pistolesi Carlos Di Laura Gustavo Guerrero Gustavo Luza  |
| 24 marzo  | Marrakech Challenger 1986 Marrakech, Marocco Terra rossa €42 500+H           | David de Miguel 6–2, 6–3                  | Thierry Champion                    | Ulf Stenlund Ronald Agénor    | Stefan Simonsson Víctor Pecci Juan Antonio Rodríguez Jesus Colas |
| 24 marzo  | Marrakech Challenger 1986 Marrakech, Marocco Terra rossa €42 500+H           | Paolo Canè Claudio Mezzadri 0–6, 6–1, 6–4 | Jordi Arrese Jorge Bardou           | Ulf Stenlund Ronald Agénor    | Stefan Simonsson Víctor Pecci Juan Antonio Rodríguez Jesus Colas |
| 24 marzo  | Porto Alegre Challenger 1986 Porto Alegre, Brasile Terra rossa €42 500+H     | Carlos Di Laura 1–6, 7–6, 6–3             | Blaine Willenborg                   | Eduardo Bengoechea Júlio Góes | Luiz Mattar Craig Campbell Guillermo Rivas Dácio Campos          |
| 24 marzo  | Porto Alegre Challenger 1986 Porto Alegre, Brasile Terra rossa €42 500+H     | Gustavo Luza Gustavo Tiberti 6–3, 6–3     | Júlio Góes Ney Keller               | Eduardo Bengoechea Júlio Góes | Luiz Mattar Craig Campbell Guillermo Rivas Dácio Campos          |
| 24 marzo  | San Luis Potosí Challenger 1986 San Luis Potosí, Messico Terra rossa $25 000 | Derrick Rostagno 6–4, 6–1                 | Charles Cox                         | Jorge Lozano Jon Levine       | Marcel Freeman Karl Richter Iñaki Calvo Eduardo Vélez            |
| 24 marzo  | San Luis Potosí Challenger 1986 San Luis Potosí, Messico Terra rossa $25 000 | Charles Cox Jon Levine 7–6, 4–6, 6–4      | Stéphane Bonneau Iñaki Calvo        | Jorge Lozano Jon Levine       | Marcel Freeman Karl Richter Iñaki Calvo Eduardo Vélez            |
| 31 marzo  | Agadir Challenger 1986 Agadir, Marocco Terra rossa $25 000                   | Fernando Luna 6–1, 7–5                    | Jesus Colas                         | Tore Meinecke John Frawley    | José López Maeso Peter McNamara Víctor Pecci Carl-Uwe Steeb      |
| 31 marzo  | Agadir Challenger 1986 Agadir, Marocco Terra rossa $25 000                   | Jordi Arrese Jorge Bardou 2–6, 6–4, 7–5   | Jesus Colas David de Miguel         | Tore Meinecke John Frawley    | José López Maeso Peter McNamara Víctor Pecci Carl-Uwe Steeb      |
| 31 marzo  | São Paulo Challenger 1986 San Paolo, Brasile Terra rossa $100 000            | Ivan Kley 6–4, 6–3                        | Alejandro Ganzábal                  | Carlos Kirmayr Cássio Motta   | José Daher Blaine Willenborg Jim Pugh Gustavo Guerrero           |
| 31 marzo  | São Paulo Challenger 1986 San Paolo, Brasile Terra rossa $100 000            | Carlos Kirmayr Luiz Mattar 4–6, 6–1, 7–5  | Ronnie Båthman Dácio Campos         | Carlos Kirmayr Cássio Motta   | José Daher Blaine Willenborg Jim Pugh Gustavo Guerrero           |

### Aprile
| Settimana | Torneo                                                                 | Vincitore                                   | Finalista                          | Semifinalisti                | Eliminati ai quarti                                                   |
| --------- | ---------------------------------------------------------------------- | ------------------------------------------- | ---------------------------------- | ---------------------------- | --------------------------------------------------------------------- |
| 7 aprile  | Jerusalem Challenger 1986 Gerusalemme, Israele Cemento $35 000+H       | Amos Mansdorf 1–6, 7–6, 6–2                 | Wally Masur                        | Gary Muller Nick Fulwood     | Stephan Medem Carl-Uwe Steeb Shahar Perkiss Brian Levine              |
| 7 aprile  | Jerusalem Challenger 1986 Gerusalemme, Israele Cemento $35 000+H       | Brian Levine Gary Muller 6–3, 6–4           | Leo Palin Olli Rahnasto            | Gary Muller Nick Fulwood     | Stephan Medem Carl-Uwe Steeb Shahar Perkiss Brian Levine              |
| 7 aprile  | Lisbon Challenger 1986 Lisbona, Portogallo Terra rossa $50 000         | Marko Ostoja 6–2, 2–6, 6–2                  | John Frawley                       | Juan Avendaño Jörgen Windahl | Claudio Mezzadri Éric Winogradsky Jan-Willem Lodder Magnus Tideman    |
| 7 aprile  | Lisbon Challenger 1986 Lisbona, Portogallo Terra rossa $50 000         | Bruce Derlin David Felgate 5–7, 6–3, 6–4    | Alessandro De Minicis Marko Ostoja | Juan Avendaño Jörgen Windahl | Claudio Mezzadri Éric Winogradsky Jan-Willem Lodder Magnus Tideman    |
| 14 aprile | Parioli Challenger 1986 Parioli, Italia Terra rossa $100 000           | Simone Colombo 6–4, 6–2                     | Jörgen Windahl                     | Éric Winogradsky Paolo Canè  | Christian Bergström Massimiliano Narducci Franco Davín Massimo Cierro |
| 14 aprile | Parioli Challenger 1986 Parioli, Italia Terra rossa $100 000           | Paolo Canè Simone Colombo 6–1, 6–4          | Stephan Medem Dominik Utzinger     | Éric Winogradsky Paolo Canè  | Christian Bergström Massimiliano Narducci Franco Davín Massimo Cierro |
| 28 aprile | Loipersdorf Challenger 1986 Loipersdorf, Austria Terra rossa €42 500+H | Thomas Muster 6–3, 7–5                      | Ulf Stenlund                       | Darren Cahill Mark Kratzmann | Thomas Schaeck Florin Segărceanu Claudio Pistolesi Gianluca Pozzi     |
| 28 aprile | Loipersdorf Challenger 1986 Loipersdorf, Austria Terra rossa €42 500+H | Brad Drewett Wally Masur 6–1, 6–4           | Peter Carlsson Olli Rahnasto       | Darren Cahill Mark Kratzmann | Thomas Schaeck Florin Segărceanu Claudio Pistolesi Gianluca Pozzi     |
| 28 aprile | Nagoya Challenger 1986 Nagoya, Giappone Cemento $25 000                | Russell Simpson 7–5, 5–7, 6–4               | Val Wilder                         | Craig Kardon Tony Mmoh       | Shane Barr Mark Wooldridge Morris Strode Scott McCain                 |
| 28 aprile | Nagoya Challenger 1986 Nagoya, Giappone Cemento $25 000                | David Mustard Russell Simpson 7–5, 5–7, 6–4 | Shane Barr Scott McCain            | Craig Kardon Tony Mmoh       | Shane Barr Mark Wooldridge Morris Strode Scott McCain                 |

### Maggio
Nessun evento

### Giugno
| Settimana | Torneo                                                                           | Vincitore                                   | Finalista                                | Semifinalisti                             | Eliminati ai quarti                                                             |
| --------- | -------------------------------------------------------------------------------- | ------------------------------------------- | ---------------------------------------- | ----------------------------------------- | ------------------------------------------------------------------------------- |
| 2 giugno  | Tampere Open 1986 Tampere, Finlandia Terra rossa €42 500                         | Christian Bergström 4–6, 7–5, 6–4           | Massimo Cierro                           | Javier Frana George Kalovelonis           | Alessandro De Minicis Oleksandr Dolgopolov Sr. Ronnie Båthman Christer Allgårdh |
| 2 giugno  | Tampere Open 1986 Tampere, Finlandia Terra rossa €42 500                         | Ģirts Dzelde Sergey Leonyuk w/o             | Alessandro De Minicis George Kalovelonis | Javier Frana George Kalovelonis           | Alessandro De Minicis Oleksandr Dolgopolov Sr. Ronnie Båthman Christer Allgårdh |
| 16 giugno | Bergen Challenger 1986 Bergen, Norvegia Terra rossa $35 000+H                    | Mark Buckley 1–6, 7–6, 6–2                  | Christer Allgårdh                        | Craig Campbell Christian Bergström        | Andrei Dîrzu Christian Miniussi Gilad Bloom Simone Colombo                      |
| 16 giugno | Bergen Challenger 1986 Bergen, Norvegia Terra rossa $35 000+H                    | Christer Allgårdh Gilad Bloom 6–4, 4–6, 6–4 | Stephan Medem Harald Rittersbacher       | Craig Campbell Christian Bergström        | Andrei Dîrzu Christian Miniussi Gilad Bloom Simone Colombo                      |
| 23 giugno | Clermont-Ferrand Challenger 1986 Clermont-Ferrand, Francia Terra rossa €42 500+H | Claudio Panatta 6–3, 2–1. rit.              | Víctor Pecci                             | Christian Miniussi Guillermo Pérez Roldán | Peter Elter Jérôme Potier Menno Oosting Thierry Van Den Daele                   |
| 23 giugno | Clermont-Ferrand Challenger 1986 Clermont-Ferrand, Francia Terra rossa €42 500+H | Javier Frana Gustavo Guerrero 6–1, 6–0      | Gilad Bloom Carl-Uwe Steeb               | Christian Miniussi Guillermo Pérez Roldán | Peter Elter Jérôme Potier Menno Oosting Thierry Van Den Daele                   |
| 30 giugno | Chartres Challenger 1986 Chartres, Francia Terra rossa €42 500+H                 | Horst Skoff 6–4, 6–3                        | Víctor Pecci                             | Franco Davín Corrado Aprili               | Ronald Agénor Johan Carlsson Christian Bergström Carl-Uwe Steeb                 |
| 30 giugno | Chartres Challenger 1986 Chartres, Francia Terra rossa €42 500+H                 | Javier Frana Gustavo Guerrero 6–2, 6–4      | Mansour Bahrami Éric Winogradsky         | Franco Davín Corrado Aprili               | Ronald Agénor Johan Carlsson Christian Bergström Carl-Uwe Steeb                 |

### Luglio
| Settimana | Torneo                                                               | Vincitore                                  | Finalista                           | Semifinalisti                  | Eliminati ai quarti                                                       |
| --------- | -------------------------------------------------------------------- | ------------------------------------------ | ----------------------------------- | ------------------------------ | ------------------------------------------------------------------------- |
| 7 luglio  | Dortmund Challenger 1986 Dortmund, Germania Terra rossa $75 000      | Horst Skoff 2–6, 6–3, 6–4                  | Fernando Lleó                       | Peter Moraing Eduardo Osta     | Peter Elter Denys Maasdorp Carl-Uwe Steeb Carl Limberger                  |
| 7 luglio  | Dortmund Challenger 1986 Dortmund, Germania Terra rossa $75 000      | Wolfgang Popp Huub van Boeckel 6–3, 6–2    | Jaroslav Navrátil Richard Vogel     | Peter Moraing Eduardo Osta     | Peter Elter Denys Maasdorp Carl-Uwe Steeb Carl Limberger                  |
| 14 luglio | Hanko Open 1986 Hanko, Finlandia Terra rossa €42 500                 | Juan Antonio Rodríguez 2–6, 6–1, 6–2       | Jan Gunnarsson                      | Peter Elter Ronnie Båthman     | Magnus Tideman Joakim Berner Gianluca Pozzi Eduardo Osta                  |
| 14 luglio | Hanko Open 1986 Hanko, Finlandia Terra rossa €42 500                 | Ronnie Båthman Joey Rive 7–6, 7–6          | Charles Cox Michael Fancutt         | Peter Elter Ronnie Båthman     | Magnus Tideman Joakim Berner Gianluca Pozzi Eduardo Osta                  |
| 14 luglio | Schenectady Challenger 1986 Schenectady, Stati Uniti Cemento $25 000 | Ramesh Krishnan 6–2, 6–3                   | Andre Agassi                        | Barry Moir Jim Grabb           | Johan Carlsson Michael Robertson Brett Dickinson Derrick Rostagno         |
| 14 luglio | Schenectady Challenger 1986 Schenectady, Stati Uniti Cemento $25 000 | Gary Muller Todd Nelson 6–2, 6–4           | Matt Anger Russell Simpson          | Barry Moir Jim Grabb           | Johan Carlsson Michael Robertson Brett Dickinson Derrick Rostagno         |
| 14 luglio | Travemunde Open 1986 Travemünde, Germania Terra rossa €30 000+H      | Alex Stepanek 6–2, 6–0                     | Carl Limberger                      | Massimo Cierro Thomas Högstedt | Héctor Ortiz Marco Armellini Javier Frana Henri de Wet                    |
| 14 luglio | Travemunde Open 1986 Travemünde, Germania Terra rossa €30 000+H      | Jim Pugh Des Tyson 4–6, 6–3, 6–4           | Jesus Colas Henri de Wet            | Massimo Cierro Thomas Högstedt | Héctor Ortiz Marco Armellini Javier Frana Henri de Wet                    |
| 21 luglio | Berkeley Challenger 1986 Berkeley, Stati Uniti Cemento $25 000       | Brad Pearce 6–1, 6–1                       | Mike Bauer                          | Grant Connell Matt Doyle       | Bill Scanlon Paul Chamberlin Richard Matuszewski Jeff Klaparda            |
| 21 luglio | Berkeley Challenger 1986 Berkeley, Stati Uniti Cemento $25 000       | Randy Nixon Peter Wright 6–4, 6–3          | Mike Bauer Charles Strode           | Grant Connell Matt Doyle       | Bill Scanlon Paul Chamberlin Richard Matuszewski Jeff Klaparda            |
| 21 luglio | Campos Challenger 1986 Campos do Jordão, Brasile Cemento €42 500+H   | Ivan Kley 6–7, 7–6, 7–6                    | João Soares                         | Carlos Kirmayr Pedro Rebolledo | Róger Guedesde Júlio Góes Tony Mmoh Nelson Aerts                          |
| 21 luglio | Campos Challenger 1986 Campos do Jordão, Brasile Cemento €42 500+H   | Dácio Campos Carlos Kirmayr 7–6, 7–5       | Givaldo Barbosa Ivan Kley           | Carlos Kirmayr Pedro Rebolledo | Róger Guedesde Júlio Góes Tony Mmoh Nelson Aerts                          |
| 21 luglio | Neu Ulm Challenger 1986 Nuova Ulma, Germania Terra rossa $75 000     | Simone Colombo 6–7, 6–4, 6–1               | Gilad Bloom                         | Jaromir Becka Javier Frana     | Carl Limberger Edoardo Mazza Christian Saceanu Nick Fulwood               |
| 21 luglio | Neu Ulm Challenger 1986 Nuova Ulma, Germania Terra rossa $75 000     | Mansour Bahrami Jaroslav Navrátil 7–5, 6–1 | Menno Oosting Huub van Boeckel      | Jaromir Becka Javier Frana     | Carl Limberger Edoardo Mazza Christian Saceanu Nick Fulwood               |
| 21 luglio | Sapporo Challenger 1986 Sapporo, Giappone Cemento $25 000            | Toru Yonezawa 6–0, 7–5                     | Tsuyoshi Fukui                      | Tetsu Kuramitsu Tom Toomey     | Shozo Shiraishi Shu-Wah Liu Toshiro Sakai Ulf Fischer                     |
| 21 luglio | Sapporo Challenger 1986 Sapporo, Giappone Cemento $25 000            | Shu-Wah Liu Ma Keqin 7–5, 6–1              | Tsuyoshi Fukui Nobuya Tamura        | Tetsu Kuramitsu Tom Toomey     | Shozo Shiraishi Shu-Wah Liu Toshiro Sakai Ulf Fischer                     |
| 28 luglio | Istanbul Challenger 1986 Istanbul, Turchia Terra rossa $50 000       | Jim Pugh 6–4, 6–2                          | Aleksandr Michajlovič Zverev        | Alex Antonitsch Charles Cox    | Andrej Česnokov George Kalovelonis Christian Saceanu Srinivasan Vasudevan |
| 28 luglio | Istanbul Challenger 1986 Istanbul, Turchia Terra rossa $50 000       | Charles Cox Michael Fancutt 6–3, 6–2       | Peter Bastiansen George Kalovelonis | Alex Antonitsch Charles Cox    | Andrej Česnokov George Kalovelonis Christian Saceanu Srinivasan Vasudevan |
| 28 luglio | São Paulo Challenger 2 1986 San Paolo, Brasile Terra rossa $100 000  | Carlos Kirmayr 6–4, 6–3                    | Luiz Mattar                         | Danilo Marcelino Júlio Góes    | Fernando Roese Marcos Hocevar Ivan Kley Pedro Rebolledo                   |
| 28 luglio | São Paulo Challenger 2 1986 San Paolo, Brasile Terra rossa $100 000  | Givaldo Barbosa Ivan Kley 7–6, 6–1         | Fernando Roese João Soares          | Danilo Marcelino Júlio Góes    | Fernando Roese Marcos Hocevar Ivan Kley Pedro Rebolledo                   |

### Agosto
| Settimana | Torneo                                                           | Vincitore                                   | Finalista                         | Semifinalisti                  | Eliminati ai quarti                                                   |
| --------- | ---------------------------------------------------------------- | ------------------------------------------- | --------------------------------- | ------------------------------ | --------------------------------------------------------------------- |
| 4 agosto  | Raleigh Challenger 1986 Raleigh, Stati Uniti Terra verde $25 000 | Jimmy Brown 7–6, 6–3                        | Mel Purcell                       | Jay Berger Jim Gurfein         | Jim Pugh Ricardo Acioly Richey Reneberg Richard Matuszewski           |
| 4 agosto  | Raleigh Challenger 1986 Raleigh, Stati Uniti Terra verde $25 000 | Rick Leach Jim Pugh 6–4, 6–3                | Mark Basham Ron Erskine           | Jay Berger Jim Gurfein         | Jim Pugh Ricardo Acioly Richey Reneberg Richard Matuszewski           |
| 11 agosto | Knokke Challenger 1986 Knokke, Belgio Terra rossa $100 000       | Gerardo Vacarezza 6–3, 6–3                  | Christer Allgårdh                 | Bernard Boileau Peter Lindgren | Juan Carlos Rodríguez Srinivasan Vasudevan Sérgio Ribeiro Mike Walker |
| 11 agosto | Knokke Challenger 1986 Knokke, Belgio Terra rossa $100 000       | Danilo Marcelino Héctor Ortiz 6–4, 6–7, 6–3 | Alain Brichant Jan Vanlangendonck | Bernard Boileau Peter Lindgren | Juan Carlos Rodríguez Srinivasan Vasudevan Sérgio Ribeiro Mike Walker |
| 11 agosto | New Haven Challenger 1986 New Haven, Stati Uniti Cemento $50 000 | Brad Pearce 1–6, 7–6, 6–0                   | Ben Testerman                     | Jim Pugh Ricky Brown           | Bill Scanlon Brian Levine Jay Lapidus Tomm Warneke                    |
| 11 agosto | New Haven Challenger 1986 New Haven, Stati Uniti Cemento $50 000 | Marc Flur Brad Pearce 6–2, 6–4              | Rick Leach Tim Pawsat             | Jim Pugh Ricky Brown           | Bill Scanlon Brian Levine Jay Lapidus Tomm Warneke                    |

### Settembre
| Settimana    | Torneo                                                               | Vincitore                                     | Finalista                            | Semifinalisti                     | Eliminati ai quarti                                               |
| ------------ | -------------------------------------------------------------------- | --------------------------------------------- | ------------------------------------ | --------------------------------- | ----------------------------------------------------------------- |
| 1º settembre | Messina Challenger 1986 Messina, Italia Terra rossa $50 000          | Tarik Benhabiles 6–3, 6–7, 6–3                | Simone Colombo                       | Massimo Cierro Christian Miniussi | Christer Allgårdh Marcelo Ingaramo Víctor Pecci Magnus Gustafsson |
| 1º settembre | Messina Challenger 1986 Messina, Italia Terra rossa $50 000          | Ronnie Båthman Carlos Di Laura 2–6, 6–3, 7–5  | Brett Buffington Denys Maasdorp      | Massimo Cierro Christian Miniussi | Christer Allgårdh Marcelo Ingaramo Víctor Pecci Magnus Gustafsson |
| 8 settembre  | Thessaloniki Challenger 1986 Salonicco, Grecia Cemento €42 500+H     | Thomas Högstedt 6–2, 6–2                      | Alex Antonitsch                      | Gilad Bloom Steve Shaw            | Denys Maasdorp Christian Saceanu Charles Cox Morten Christensen   |
| 8 settembre  | Thessaloniki Challenger 1986 Salonicco, Grecia Cemento €42 500+H     | Jaromir Becka Christian Saceanu 3–6, 6–1, 7–6 | Alex Antonitsch Brian Levine         | Gilad Bloom Steve Shaw            | Denys Maasdorp Christian Saceanu Charles Cox Morten Christensen   |
| 15 settembre | Budapest Challenger 1986 Budapest, Ungheria Terra rossa $25 000+H    | Jörgen Windahl 6–1, 7–5                       | Jaroslav Navrátil                    | Steve Guy Christer Allgårdh       | Gianluca Pozzi Derek Tarr Stanislav Birner Stefan Lochbihler      |
| 15 settembre | Budapest Challenger 1986 Budapest, Ungheria Terra rossa $25 000+H    | Stanislav Birner Cyril Suk 6–1, 7–5           | Peter Bastiansen Brett Buffington    | Steve Guy Christer Allgårdh       | Gianluca Pozzi Derek Tarr Stanislav Birner Stefan Lochbihler      |
| 22 settembre | Brisbane Challenger 1986 Brisbane, Australia Cemento $25 000+H       | Brad Drewett 0–6, 6–1, 6–4                    | Craig A. Miller                      | Bobby Banck David Mustard         | Peter Doohan Todd Woodbridge Shane Barr Peter Thrupp              |
| 22 settembre | Brisbane Challenger 1986 Brisbane, Australia Cemento $25 000+H       | Peter Doohan Laurie Warder 7–5, 7–5           | Brad Drewett Craig A. Miller         | Bobby Banck David Mustard         | Peter Doohan Todd Woodbridge Shane Barr Peter Thrupp              |
| 22 settembre | West Palm Challenger 1986 West Palm, Stati Uniti Terra verde $25 000 | Jay Berger 4–6, 6–4, 6–2                      | Mark Buckley                         | Peter Moraing Marc Flur           | Derek Tarr Hatem McDadi Harold Solomon Roberto Saad               |
| 22 settembre | West Palm Challenger 1986 West Palm, Stati Uniti Terra verde $25 000 | John Ross Derek Tarr 4–6, 6–4, 6–4            | Ricky Brown Tim Siegel               | Peter Moraing Marc Flur           | Derek Tarr Hatem McDadi Harold Solomon Roberto Saad               |
| 29 settembre | Athens Challenger 1986 Atene, Grecia Cemento €42 500+H               | Lars-Anders Wahlgren 6–4, 6–3                 | Hans-Dieter Beutel                   | Martin Laurendeau Patrik Kühnen   | Brian Levine Peter Carlsson Andrew Sznajder Christian Saceanu     |
| 29 settembre | Athens Challenger 1986 Atene, Grecia Cemento €42 500+H               | Wolfgang Popp Udo Riglewski 2–6, 6–2, 7–6     | Stefan Svensson Lars-Anders Wahlgren | Martin Laurendeau Patrik Kühnen   | Brian Levine Peter Carlsson Andrew Sznajder Christian Saceanu     |

### Ottobre
| Settimana  | Torneo                                                              | Vincitore                                | Finalista                     | Semifinalisti                    | Eliminati ai quarti                                                 |
| ---------- | ------------------------------------------------------------------- | ---------------------------------------- | ----------------------------- | -------------------------------- | ------------------------------------------------------------------- |
| 13 ottobre | Grand Prix Hassan II 1986 Casablanca, Marocco Terra rossa €42 500+H | Hans Schwaier 6–3, 6–3                   | Jörgen Windahl                | Arafa Chekrouni Tarik Benhabiles | Jay Berger Wolfgang Popp Mark Dickson Juan Avendaño                 |
| 13 ottobre | Grand Prix Hassan II 1986 Casablanca, Marocco Terra rossa €42 500+H | Agustín Moreno Larry Scott 7–5, 6–2      | Tore Meinecke Ricki Osterthun | Arafa Chekrouni Tarik Benhabiles | Jay Berger Wolfgang Popp Mark Dickson Juan Avendaño                 |
| 27 ottobre | Santiago Challenger 1986 Santiago, Cile Terra rossa $35 000+H       | Pablo Arraya 2–6, 7–6, 6–0               | Mark Dickson                  | Derek Tarr Hugo Chapacú          | Hans Gildemeister Gerardo Vacarezza Mark Buckley Alejandro Ganzábal |
| 27 ottobre | Santiago Challenger 1986 Santiago, Cile Terra rossa $35 000+H       | Ricardo Acuña Hans Gildemeister 7–6, 7–6 | Mark Dickson Derek Tarr       | Derek Tarr Hugo Chapacú          | Hans Gildemeister Gerardo Vacarezza Mark Buckley Alejandro Ganzábal |
| 29 ottobre | Fukuoka Challenger 1986 Fukuoka, Giappone Cemento $25 000           | Leif Shiras 6–3, 1–6, 7–6                | Jim Grabb                     | Cary Stansbury Steve Guy         | Rick Rudeen Olli Rahnasto Danny Saltz Paul Chamberlin               |
| 29 ottobre | Fukuoka Challenger 1986 Fukuoka, Giappone Cemento $25 000           | Jim Grabb Larry Stefanki 6–1, 6–3        | David Dowlen Leif Shiras      | Cary Stansbury Steve Guy         | Rick Rudeen Olli Rahnasto Danny Saltz Paul Chamberlin               |

### Novembre
| Settimana   | Torneo                                                                            | Vincitore                                   | Finalista                          | Semifinalisti                    | Eliminati ai quarti                                               |
| ----------- | --------------------------------------------------------------------------------- | ------------------------------------------- | ---------------------------------- | -------------------------------- | ----------------------------------------------------------------- |
| 3 novembre  | São Paulo Challenger 3 1986 San Paolo, Brasile Cemento $100 000                   | Eduardo Bengoechea 6–3, 6–4                 | Luiz Mattar                        | Jay Berger Marián Vajda          | José López Maeso Fernando Roese Sammy Giammalva Jr. Dácio Campos  |
| 3 novembre  | São Paulo Challenger 3 1986 San Paolo, Brasile Cemento $100 000                   | César Kist João Soares 6–4, 3–6, 6–3        | Dácio Campos Carlos Kirmayr        | Jay Berger Marián Vajda          | José López Maeso Fernando Roese Sammy Giammalva Jr. Dácio Campos  |
| 10 novembre | Helsinki Challenger 1986 Helsinki, Finlandia Sintetico indoor €42 500             | Patrik Kühnen 6–4, 7–6                      | Jaroslav Navrátil                  | Wolfgang Popp Peter Carlsson     | Michael Tauson Éric Winogradsky Lars-Anders Wahlgren Kelly Jones  |
| 10 novembre | Helsinki Challenger 1986 Helsinki, Finlandia Sintetico indoor €42 500             | Peter Carlsson Jörgen Windahl 6–2, 4–6, 7–6 | Kelly Jones David Livingston       | Wolfgang Popp Peter Carlsson     | Michael Tauson Éric Winogradsky Lars-Anders Wahlgren Kelly Jones  |
| 17 novembre | Benin City Challenger 2 1986 Benin City, Nigeria Cemento €42 500+H                | Nduka Odizor 7–6, 6–2                       | Tony Mmoh                          | Andrew Castle Jim Gurfein        | Sadiq Abdullahi Stanislav Birner Charles Cox Yahiya Doumbia       |
| 17 novembre | Benin City Challenger 2 1986 Benin City, Nigeria Cemento €42 500+H                | Rill Baxter Larry Scott 4–6, 6–3, 6–4       | Stanislav Birner Jarek Srnensky    | Andrew Castle Jim Gurfein        | Sadiq Abdullahi Stanislav Birner Charles Cox Yahiya Doumbia       |
| 17 novembre | Bergen Challenger 2 1986 Bergen, Norvegia Sintetico indoor $35 000+H              | Peter Fleming 6–4, 6–1                      | Jan Gunnarsson                     | Martin Laurendeau Peter Carlsson | Ronnie Båthman Dan Goldie Johan Carlsson Menno Oosting            |
| 17 novembre | Bergen Challenger 2 1986 Bergen, Norvegia Sintetico indoor $35 000+H              | Kelly Jones David Livingston 6–7, 7–6, 7–5  | Peter Bastiansen Patrik Kühnen     | Martin Laurendeau Peter Carlsson | Ronnie Båthman Dan Goldie Johan Carlsson Menno Oosting            |
| 24 novembre | Ogbe Challenger 1986 Ogbe, Nigeria Cemento €42 500+H                              | Nduka Odizor 7–5, 6–4                       | Andrew Castle                      | Tony Mmoh Srinivasan Vasudevan   | Brett Dickinson Yahiya Doumbia Bernhard Pils Jean-Marc Piacentile |
| 24 novembre | Ogbe Challenger 1986 Ogbe, Nigeria Cemento €42 500+H                              | Rill Baxter Larry Scott 6–7, 7–6, 6–3       | Álvaro Jordan Jean-Marc Piacentile | Tony Mmoh Srinivasan Vasudevan   | Brett Dickinson Yahiya Doumbia Bernhard Pils Jean-Marc Piacentile |
| 24 novembre | Valkenswaard Challenger 1986 Valkenswaard, Paesi Bassi Sintetico indoor $25 000+H | Huub van Boeckel 6–4, 6–3                   | Wolfgang Popp                      | Grant Connell Gilad Bloom        | Christian Feenstra Peter Moraing Fredrik Waern Hans-Dieter Beutel |
| 24 novembre | Valkenswaard Challenger 1986 Valkenswaard, Paesi Bassi Sintetico indoor $25 000+H | Wolfgang Popp Udo Riglewski 0–6, 6–4, 6–1   | Michiel Schapers Freddie Sauer     | Grant Connell Gilad Bloom        | Christian Feenstra Peter Moraing Fredrik Waern Hans-Dieter Beutel |

### Dicembre
| Settimana   | Torneo                                                                     | Vincitore                       | Finalista                 | Semifinalisti                      | Eliminati ai quarti                                         |
| ----------- | -------------------------------------------------------------------------- | ------------------------------- | ------------------------- | ---------------------------------- | ----------------------------------------------------------- |
| 1º dicembre | Ikeja Challenger 1986 Ikeja, Nigeria Terra rossa €42 500+H                 | Stanislav Birner 4–6, 6–3, 6–3  | Bernhard Pils             | Jason Goodall Srinivasan Vasudevan | Nduka Odizor Tony Mmoh Paul Torre Nick Fulwood              |
| 1º dicembre | Ikeja Challenger 1986 Ikeja, Nigeria Terra rossa €42 500+H                 | Tony Mmoh Nduka Odizor 6–4, 7–6 | Yahiya Doumbia Mike Smith | Jason Goodall Srinivasan Vasudevan | Nduka Odizor Tony Mmoh Paul Torre Nick Fulwood              |
| 1º dicembre | Rio de Janeiro Challenger 2 1986 Rio de Janeiro, Brasile Cemento €42 500+H | Cássio Motta 6–2, 6–3           | Carlos Kirmayr            | Ivan Kley Roberto Saad             | Alexandre Hocevar Javier Frana Luiz Mattar Danilo Marcelino |